# Naoto Matsuo
Naoto Matsuo (jap. 松尾 直人, Matsuo Naoto; * 10. September 1979 in der Präfektur Wakayama) ist ein ehemaliger japanischer Fußballspieler.

## Karriere
Matsuo erlernte das Fußballspielen in der Schulmannschaft der Kindai University Wakayama High School. Seinen ersten Vertrag unterschrieb er 1998 bei den Vissel Kobe. Der Verein spielte in der höchsten Liga des Landes, der J1 League. Für den Verein absolvierte er 45 Erstligaspiele. 2002 wurde er an den Zweitligisten Cerezo Osaka ausgeliehen. Im Juli 2002 kehrte er zu Vissel Kobe zurück. Für den Verein absolvierte er 14 Erstligaspiele. Im August 2004 wurde er an den Ligakonkurrenten Albirex Niigata ausgeliehen. Für den Verein absolvierte er 11 Erstligaspiele. 2005 kehrte er zu Vissel Kobe zurück. Für den Verein absolvierte er 12 Erstligaspiele. 2006 wechselte er zum Ligakonkurrenten FC Tokyo. 2007 wechselte er zum Ligakonkurrenten Albirex Niigata. Für den Verein absolvierte er 63 Erstligaspiele. 2010 wechselte er zum Ligakonkurrenten Shonan Bellmare. Am Ende der Saison 2010 stieg der Verein in die J2 League ab. 2012 wechselte er zu FC Osaka. Ende 2013 beendete er seine Karriere als Fußballspieler.